# Manuel de Gomar
Manuel de Gomar ( 21 de septiembre de 1897 – enero de 1935) fue un jugador de tenis español activo principalmente a principios de la década de 1920.

## Biografía
El Conde de Gomar, miembro del Atlético Madrid, ganó los campeonatos de tenis de España de 1916 a 1918. En 1922 y 1923, jugó en el Wimbledon Championships. Aunque abandonó la competición temprano en su primer año, pudo llegar a los cuartos de final en individuales en 1923, donde perdió contra Frank Hunter en cinco sets. En dobles, llegó a la final junto con su compatriota Eduardo Flaquer, pero perdieron ante los británicos Randolph Lycett y Leslie Godfree 3–6, 4–6, 6–3 y 3–6.
En 1922, de Gomar llegó a la final del World Hard Court Championships en Bruselas, que perdió ante Henri Cochet en cinco sets.
De 1921 a 1923, de Gomar fue miembro del primer equipo español de Copa Davis. En 1922, llegó a la final junto con Manuel Alonso. Los dos fueron llamados "Los Dos Manolos", una referencia a "Big Bill" Tilden y "Little Bill" Johnston, otra pareja de famosos tenistas de la época. En la final contra el equipo australiano de Copa Davis, de Gomar perdió todos sus partidos y el equipo español perdió 1–4.
En 1923, de Gomar tuvo que retirarse del tenis debido a una enfermedad de la que eventualmente murió a principios de 1935. Fue enterrado en el cementerio de San Isidro de Madrid.

## Finales de Grand Slam

### Dobles (1 subcampeón)
| Resultado | Año  | Campeonato | Superficie | Compañero       | Oponentes                      | Marcador           |
| --------- | ---- | ---------- | ---------- | --------------- | ------------------------------ | ------------------ |
| Derrota   | 1923 | Wimbledon  | Césped     | Eduardo Flaquer | Leslie Godfree Randolph Lycett | 3–6, 4–6, 6–3, 3–6 |